# Pediocactus knowltonii
Pediocactus knowltonii L.D.Benson es una especie de planta fanerógama de la familia Cactaceae. 

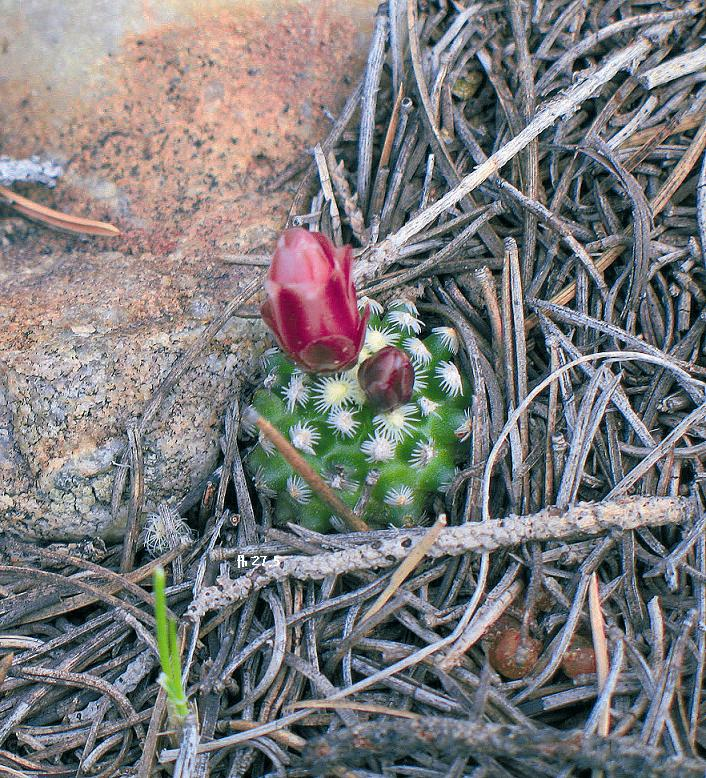
Vista de la planta

## Distribución
Es endémico de México y Estados Unidos. Su hábitat natural son los áridos desiertos.  

## Descripción
Es una planta esférica a oval que alcanza un tamaño de 1 a 5 cm de altura y un diámetro de 1 a 3 cm. Las flores son rosadas en forma de campana y tienen una longitud y un diámetro de 1,5 a 2,5 cm. Es una de las especies más raras y más pequeños y evolutivamente más desarrolladas del género. Su hábitat es limitado y también el más pequeño de los Estados Unidos.
Pediocactus knowltonii en estado seco, resiste  al menos 20 °C. El cultivo no injertado en Europa es posible.

## Taxonomía
Pediocactus knowltonii fue descrita por Lyman David Benson y publicado en Cactus and Succulent Journal 34(1): 19, f. 13–14. 1962.
Etimología
Pediocactus: nombre genérico que deriva de las palabras griegas: "pedion" - lo que significa "llanura" - por las Grandes Llanuras de los Estados Unidos donde se encuentran las plantas.
knowltonii: epíteto otorgado en honor de Fred Gastman Knowlton quien descubrió la especie.
Sinonimia
- Pediocactus simpsonii